# NGC 2705
NGC 2705 је појединачна звезда у сазвежђу Хидра која се налази на NGC листи објеката дубоког неба.
Деклинација објекта је - 3° 0' 51" а ректасцензија 8h 56m 0,0s. Привидна величина (магнитуда) објекта NGC 2705 износи 13,5.